# われらはレギオン
『われらはレギオン』（原題: We Are Legion (We Are Bob)）は、カナダのSF作家デニス・E・テイラーのSF小説。第1巻は2016年に発表された。日本語版は2018年に金子浩の訳でハヤカワ文庫SFから刊行された。

## 概要
SF作家デニス・E・テイラーの商業デビュー作で、第1巻のWe Are Legion (We Are Bob) が2016年9月、第2巻のFor We Are Manyが2017年4月、第3巻の All These Worldsが2017年8月に刊行された。1巻と2巻のタイトルは新約聖書『マルコによる福音書』に記されている悪霊の集団レギオンに由来する。また第3巻のタイトルは『2010年宇宙の旅』作中のメッセージに由来する。
アメリカの投稿型書評サイトGoodreadsでは、読者投票による「21世紀のベストハードSFリスト」で2位を獲得している（2018年現在）。また日本においても、早川書房が刊行する 『SFが読みたい!』においてベストSF2018 海外篇7位を獲得している。

## あらすじ
SFファンでプログラマのボブは、SF大会の会場で交通事故に遭い死亡してしまう。だが、ボブが目を覚ますと、そこはキリスト教原理主義が支配する2133年のアメリカで、ボブは人間ではなく人間の脳を複製して作られたコンピュータプログラム「レプリカント」となっていた。高い適応力を示したボブは恒星間探査船「ヘヴン1」の電子頭脳に抜擢され、地球を離れエリダヌス座イプシロン星に旅立つ。自分自身を作成可能なフォン・ノイマン探査機となったボブは、イプシロン星にて自身の複製を作り、あるものは新たな世界の探査へと、またあるものは地球へと旅立っていく。

## 主な登場人物

### ボブ
ボブ（オリジナル）
人間時代のボブ。フルネームはロバート・ジョハンスンだが、作中ではほとんどの場合ボブ（ロバートの短縮形）と呼ばれる。SFファンのプログラマで、ソフトウェア会社の社長を務める。無神論者。会社の買収により億万長者となったため、死後に脳を凍結して保存する人体冷凍保存サービスを契約するも、その翌日に交通事故で死亡した（2016年死去）。
父母の他、アンドレアとアライーナという双子の妹がいる。
ボブ（ボブ1）
2133年にニューハンデルタウン（旧ポートランド）で起動された最初のボブのレプリカント。冷凍保存されていた脳をスキャンして作成された。恒星間探査船ヘヴン1の電子頭脳としてエリダヌス座イプシロン星へと向かい、現地で複製を作った後は、エリダヌス座デルタ星へと向かいデルタ人とのファーストコンタクトを果たした。ボブ1は自身をボブ本人と認識しているが、他のボブ達からはオリジナルとは若干の差異があると認識されている。
ライカー
2145年にエリダヌス座イプシロン星で最初に作られた複製の一人。2番目に起動したことからナンバーツーと呼ばれることもある。地球に帰還し、残った人類との交渉担当となる。
ビル
最初に作られた複製の一人。イプシロン星に残り、惑星ラグナロクのテラフォーミングと技術開発に勤しむ。後に超光速通信網ボブネットを立ち上げ、ボブ達の取りまとめ役となる。
マイロ
最初に作られた複製の一人。エリダヌス座オミクロン2星にて居住可能な二重惑星ヴァルカンとロミュラスと発見する。
マリオ
最初に作られた複製の一人。起動直後から他のボブ達とは性格の差が顕著だった。みずへび座ベータ星にてアザーズによる収奪の跡を発見する。
ホーマー
ライカーが地球に向かう際に作った自身の複製。ボブはアニメ嫌いであったにもかかわらずアニメのアバターを使う、ジョークをよく言うなど性格の差が大きく、ライカーとは犬猿の仲となった。
ハワード
2171年にチャールズ（ライカーの複製）から作られた複製。エクソダス号とともにヴァルカン・ロミュラス入植地に向かう。

### FAITH
ランダーズ
2133年のFAITHにてヘヴン計画に携わる研究者。ボブからはランダーズ博士と呼ばれる。FAITH国民ではあるが、原理主義的な考えからは距離を置いている。
マイケル・クランストン
2158年のFAITH戦後居留地の指導者。生粋の原理主義者。
ジュリア・ヘンドリックス
2158年のFAITH戦後居留地に住んでいた、ボブの妹のアンドレアの子孫。

### USE
ジョージ・バターワース
2157年のUSEで難民キャンプを指揮していた軍人。階級は大佐。地球に帰還したライカーに最初に通信を送信した。
ブリジット・シーヒー
2189年のヴァルカンで活動する生物学者。ハワードの友人となる。

### ブラジル帝国
エルネスト・メディロス
ブラジル帝国の恒星船のレプリカント。軍人で階級は少佐。複数の複製が作成されており、ヘヴン1を追ってエリダヌス座イプシロン星にも現れる。

### デルタ人
アルキメデス
2165年にボブが遭遇した知能の高いデルタ人。ボブによりアルキメデスと名付けられた。ドローンを介してボブと友人となる。

## 用語集
レプリカント（複製人）
人間の脳をスキャンすることで作成されたコンピュータプログラム。2133年の段階では開発が難航するAMI（人工知能機械）と比べ、実用化が進んでいる。ただし、5体のうち4体は自分たちの境遇を知ると精神に異常をきたすとされており、成功率は低い。
FAITH（自由アメリカ神聖盟主国）
2041年に前アメリカ合衆国大統領のアンドリュー・ハンデルが、クーデターを起こして成立したキリスト教原理主義国家。Free American Independent Theocratic Hegemony の頭文字をとってFAITHと呼ばれる。アラスカなど北西部以外の北アメリカ全土を領有する。
USE（ユーラシア合衆国）
United States of Eurasia。ヨーロッパとロシア西部を占める大国。恒星間探査船に加え、恒星間入植を計画している。
ブラジル帝国
南アメリカの国家。攻撃的で敵対的な外交政策を取っており、軍事目的で恒星船を送り出す。
ヘヴン計画
FAITHが進めている恒星間探査計画。正式名称は「居住可能地球型惑星非生物船探査ネットワーク」計画で、Habitable Earths Abiogenic Vessel Exploration Network の頭文字をとってHEAVENと呼ばれる。レプリカントを搭載したフォン・ノイマン探査機により、自動で太陽系外の探査を行うことを目的としている。
ヘヴン船
ヘヴン計画により開発された恒星間探査船。FAITHにより建造されたのはヘヴン1のみで、以後はボブ達によりバージョンアップと建造が続けられている。
エクソダス号
USEの設計を元にボブ達により建造された恒星間移民船。人工冬眠状態にした1万人の人間を運ぶことができる。電子頭脳には同じくボブのレプリカントが用いられている。
SURGE機関
恒星船の推進装置。正式名称は「亜空間無反動重力走性模倣」機関で、Subspace Reactionless Geotactic Emulation の頭文字をとってSURGEと呼ばれる。
SUDDAR
恒星船の探査等に使われる技術。正式名称は「亜空間ひずみ検出測距」で、Subspace Deformation Detection And Ranging の頭文字をとってSUDDARと呼ばれる。
SCUT通信
ビルが開発した超光速通信技術。正式名称は「亜空間伝送汎用送受信機」通信で、Subspace Communications Universal Transceiver の頭文字をとってSCUTと呼ばれる。
GUPPI
レプリカントのサポートをするソフトウェア。正式名称は「汎用ユニット一次周辺インターフェース」で、General Unit Primary Peripheral Interface の頭文字をとってGUPPIと呼ばれる。VR上ではボブの趣味に合わせたアバターが与えられている。
ボブネット
ビルが構築したSCUT通信による星系間ネットワーク。定期的にボブ総会が開かれており、ボブ同士の情報共有や方針の策定が行われる。
ボビヴァース
ボブの宇宙。ビルが第1回ボブ総会にあたって作った造語。ボブ達が活動する宇宙を指す他、作品外で本作の世界観を指す用語としても用いられる。
アザーズ
他の星系に襲来して、惑星の生命ならびに金属資源を収奪している異星種族。高度な技術を持つ。

## 書誌情報
- デニス・E・テイラー『われらはレギオン1 AI探査機集合体』金子浩訳、早川書房、2018年。ISBN 9784150121785。
- デニス・E・テイラー『われらはレギオン2 アザーズとの遭遇』金子浩訳、早川書房、2018年。ISBN 9784150121891。
- デニス・E・テイラー『われらはレギオン3 太陽系最終大戦』金子浩訳、早川書房、2018年。ISBN 9784150122027。
- デニス・E・テイラー『われらはレギオン4 上 驚異のシリンダー世界』金子浩訳、早川書房、2022年。ISBN 9784150123635。
- デニス・E・テイラー『われらはレギオン4 下 驚異のシリンダー世界』金子浩訳、早川書房、2022年。ISBN 9784150123642。